# Pietro Mezzabarba
Pietro Mezzabarba (Pavia, ... – Firenze, post 1071) fu vescovo di Firenze tra il 1062 circa al 1068, preceduto da Gherardo, poi Papa Nicolò II, e seguito da Elinando.

## Biografia
I Mezzabarba erano una famiglia nobile di Pavia, città di origine anche di Pietro.
Fu strenuamente attaccato dal monachesimo cittadino e da una parte dei fedeli, che lo accusavano di essere diventato vescovo in modo simoniaco, pagando per ottenere la carica. La storiografia recente sta mettendo in dubbio queste accuse, probabilmente mosse più da interessi politici che da un reale reato di simonia.
La sua deposizione avvenne grazie all'impegno e alla lotta di San Giovanni Gualberto e dei monaci appartenenti all'ordine da lui fondato, i Vallombrosani.
Il Mezzabarba fu comunque appoggiato dal braccio secolare, mentre San Giovanni fece partire la sua crociata dalla chiesa di San Salvi, dove esisteva un monastero in aperta campagna, a una mezz'ora di cammino dalle mura.
Più volte il Vescovo minacciò di far fare una strage nel convento che si ergeva come una spina nel fianco del suo controllo cittadino. Infine la strage fu messa in atto, molti monaci furono uccisi e il monastero depredato. Successe però anche un fatto miracoloso quando le fazioni si incontrarono nei pressi della Badia a Settimo: il monaco vallombrosano Pietro Aldobrandeschi (San Pietro Igneo) si sottopose alla prova del fuoco per dimostrare la santità delle ragioni del loro partito, uscendone indenne e venendo da allora soprannominato Pietro Igneo.
Il Mezzabarba venne così deposto e San Giovanni Gualberto iniziò la sua opera di rifondazione spirituale della città contro la simonia.
L'ex-vescovo mutò le sue convinzioni ed arrivò a chiedere asilo ai vallombrosani, da lui così aspramente perseguitati in passato, i quali lo accolsero come monaco.